# Theo Husers
Theo Husers (Emmen, 21 januari 1950) is een voormalig profvoetballer van onder meer FC Amsterdam en Vitesse.
Theo Husers brak eind jaren zestig door bij de amateurs van AFC waar hij werd opgepikt door Ajax. Bij de Amsterdamse grootmacht slaagde hij er niet in door te dringen tot de vaste kern, waarna de verdediger de overstap maakte naar stadgenoot DWS. 
Ook na de fusie met Blauw-Wit en De Volewijckers tot FC Amsterdam bleef hij de hoofdstedelingen trouw. 
In het seizoen 1974-1975 speelde Husers met FC Amsterdam in het UEFA Cuptoernooi, waarin de ploeg de kwartfinale haalde. 
In 1977 maakte Husers de overstap naar de Belgische eersteklasser Lokeren. Na één seizoen in België keerde Husers terug naar Nederland waar hij ging spelen voor Vitesse. Na de degradatie met de Arnhemmers in 1980 zette Husers een punt achter zijn loopbaan in het betaalde voetbal. Hij keerde terug naar AFC waarvoor hij nog een aantal jaren in de Hoofdklasse uitkwam. Vervolgens speelde hij nog lang voor het lager spelende zaterdagteam van AFC. Husers speelde ook voor AFC in de Hoofdklasse van het zaalvoetbal.
Met het Nederlands voetbalelftal onder 18 nam hij deel aan het Europees kampioenschap voetbal onder 18 - 1968 (UEFA Jeugdtoernooi 1968).